# カレル・ヤロミール・エルベン

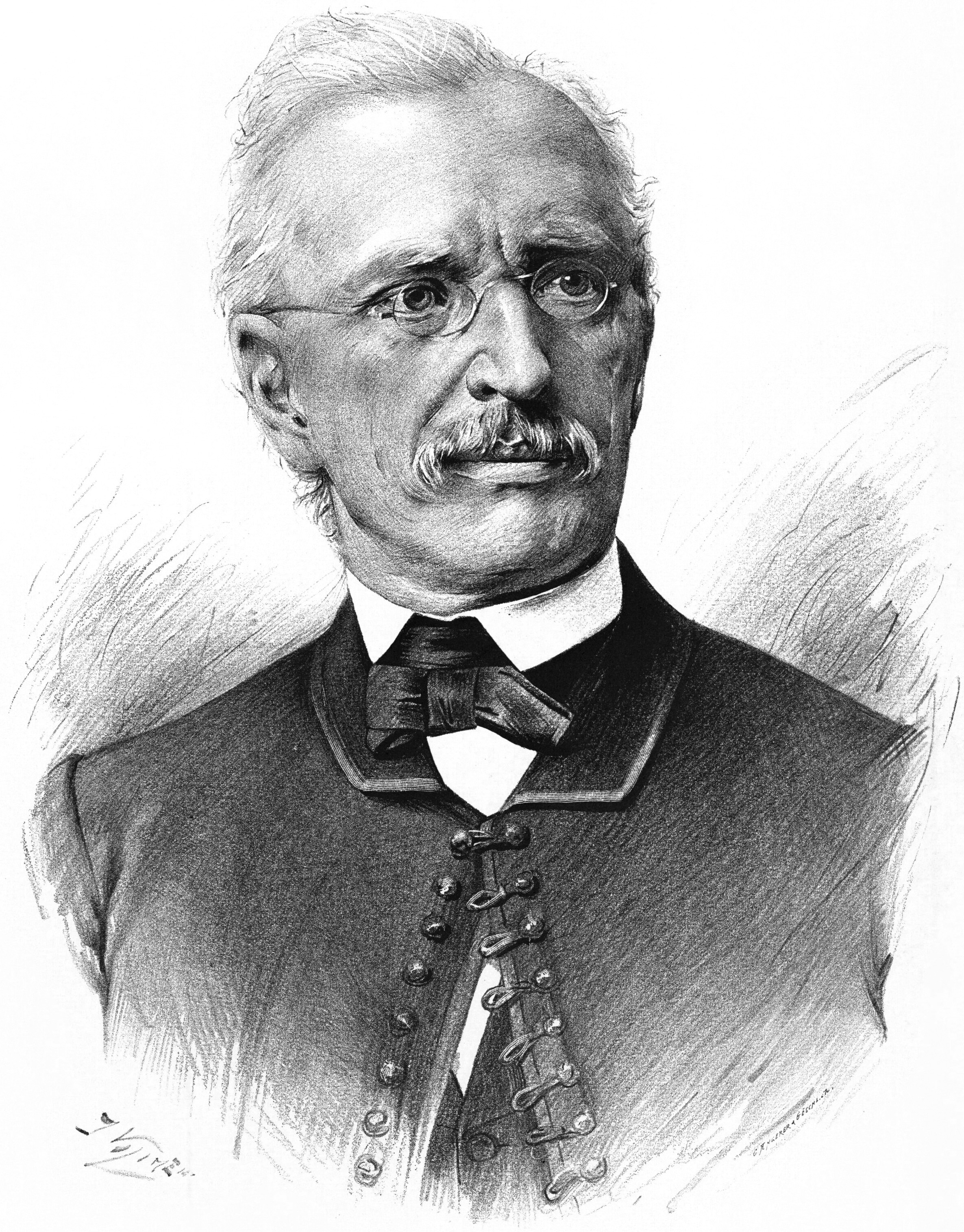
カレル・ヤロミール・エルベン

カレル・ヤロミール・エルベン（Karel Jaromír Erben, 1811年11月7日 ミレティーン・ウ・イチーナ - 1870年11月21日）は、19世紀ボヘミアの作家・詩人・ジャーナリスト・フォークロア研究家。フラデク・クラーロヴェーの神学校に進み、1831年にプラハに出て哲学と法学を修める。1843年にフランティシェク・パラツキーについて国民博物館研究員となる。1848年にはプラハの新聞編集者に転身。その後1850年に国民博物館に復帰し、古文書保管所の秘書となる。肺結核のために他界した。
文学者としては、民間伝説や民話に基づく詩集『詩の花束 Kytice』（初版1853年、改訂版1861年）が有名。以下の13篇からなり、ドヴォルザーク晩年の交響詩やフィビフのメロドラマの題材となっている。
1. 花束（エルベンによる序詞） Kytice
2. 財宝 Poklad
3. 花嫁衣装 Svatební košile
4. 昼霊（真昼の魔女） Polednice
5. 金の糸車 Zlatý kolovrat
6. クリスマス・イヴ Štědrý den
7. 野鳩 Holoubek
8. ザーホシュのベッド Záhořovo lože
9. 水の精（河童） Vodník
10. 柳 Vrba
11. 百合 Lilie
12. 娘の呪い Dceřina kletba
13. 巫女 Věštkyně

ほかに、500の民謡を集めた『チェコにおける民族詩 Písně národní v Čechách』（1842年 - 1845年）や、5部分からなる民話集『素朴な民族の小唄とわらべ歌 Prostonárodní české písně a říkadla』（1864年）などの著作もある。